# Бернд Кулльманн
Бернд Кулльманн (нім. Bernd Cullmann, нар. 11 жовтня 1939) — німецький легкоатлет, який спеціалізувався в бігу на короткі дистанції.

## Досягнення
Олімпійський чемпіон-1960 в естафеті 4×100 метрів.
Ексрекордсмен світу та Європи в естафеті 4×100 метрів.
Неодноразовий чемпіон ФРН у спринтерських (в тому числі естафетних) дисциплінах.

## Основні міжнародні виступи
| Рік  | Змагання         | Місто | Місце | Дисципліна |
| ---- | ---------------- | ----- | ----- | ---------- |
| 1960 | Олімпійські ігри | Рим   | 1     | 4×100 м    |